# Verwendung von Schreibgeräten in der Raumfahrt

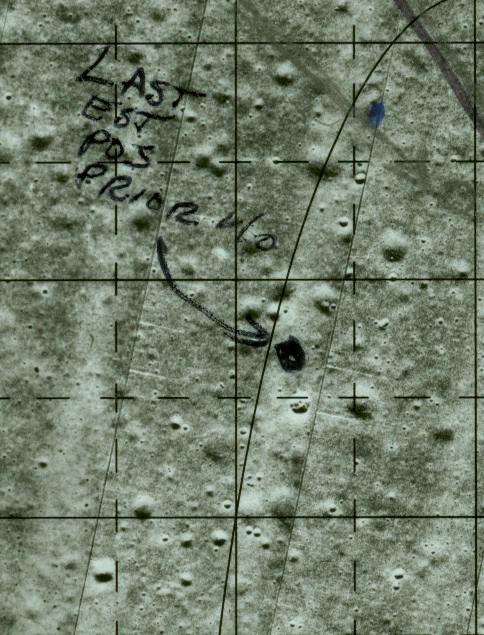
Notizen des Astronauten Michael Collins während der Apollo-11-Mission

Die Verwendung von Schreibgeräten in der Raumfahrt erfolgt unter den Bedingungen der Schwerelosigkeit und gegebenenfalls des Vakuums.

## Herkömmliche Schreibgeräte
Verwendet wurden in der Geschichte der Raumfahrt verschiedene Arten von Bleistiften, Kopierstiften und Tintenstiften. Einige davon waren unmodifizierte Versionen handelsüblicher Schreibgeräte, andere wurden speziell für Raumflüge entwickelt.
Der Holzbleistift wurde anfänglich sowohl von sowjetischen Kosmonauten als auch amerikanischen Astronauten genutzt. Für den Bleistift sprach seine Einfachheit und die Unbeweglichkeit seiner Bestandteile. Allerdings sind sowohl Holz als auch der in den Bleistiftminen enthaltene Graphit und das Gummi von Radierern entflammbar und sie alle erzeugen Stäube, die in der Schwerelosigkeit durch den Raum schweben, eingeatmet werden und sich entzünden könnten. Graphit ist darüber hinaus ein elektrischer Leiter und kann Kurzschlüsse verursachen.
Drehbleistifte wurden von der NASA seit dem Gemini-Programm in den 1960er Jahren benutzt. Ihre Breite kann der Breite der Astronautenhandschuhe angepasst werden. Mit Drehbleistiften wurde das brennbare Holz eingespart, aber immer noch wurden Graphitstäube freigesetzt. Die sowjetischen Kosmonauten setzten plastikummantelte Fettstifte als frühen Ersatz für Holzbleistifte ein. Diese Stifte hatten den Vorteil, einfach und starr, also kaum anfällig für Defekte zu sein. Ein Nachteil ist das schnellere Verbleichen der Schrift gegenüber der mit Tinte.
Kugelschreiber wurden sowohl von sowjetischen und später russischen Raumfahrtmissionen als auch von NASA und ESA genutzt. Die Stifte waren preiswert, ihre Schrift ist länger anhaltend als die von Bleistiften und Fettstiften, was sie geeigneter für Logbücher und wissenschaftliche Notizen macht. Allerdings ist Kugelschreibertinte nicht löschbar.
Filzstifte wurden von NASA-Astronauten in den Apollo-Missionen genutzt. Durch Kapillarwirkung leiten sie die Schreibflüssigkeit auch unter Schwerelosigkeit in die Spitze.

## Spezialentwicklungen
Der Space Pen ist ein unter Gasdruck stehender Kugelschreiber, der sehr robust ist und unter einer Vielzahl von äußeren Bedingungen funktioniert, darunter Schwerelosigkeit, Vakuum und extremen Temperaturen. Er wurde von NASA-Astronauten auf Apollo-, Shuttle- und ISS-Missionen eingesetzt.

## Trivia
Zu den modernen Sagen gehört die Geschichte, die NASA hätte den Space Pen für einen hohen Geldbetrag eigens für ihre Weltraummissionen entwickeln lassen, um einen Kugelschreiber zu haben, der unter Schwerelosigkeit schreibt, während die sowjetischen Kosmonauten generell Bleistifte benutzt hätten. Tatsächlich geschah die Entwicklung des Stiftes nicht im Auftrag und auch ohne finanzielle Unterstützung der NASA. In Deutschland wurde dieses Gerücht unter anderem durch die fehlerhafte Berichterstattung der ARD zur Mondlandung geschürt, da einer der Moderatoren im Fernsehstudio die Geschichte erzählte. Nach 2006 verschaffte ein Werbespot der Zeitung Handelsblatt der Sage neue Verbreitung.